# Coast Guard Investigative Service
Coast Guard Investigative Service (CGIS) (česky: Vyšetřovací služba Pobřežní stráže USA) je federální vyšetřovací agentura ve Spojených státech spadající pod Pobřežní stráž Spojených států (USCG) a zaobírající se vyšetřováním zločinů spáchaných ve sborech Pobřežní stráže Spojených států.
Jde o menší obdobu námořní NCIS, ovšem se širšími pravomocemi.
Vyšetřovatelé Coast Guard Investigative Service používají pistoli SIG Sauer P229 v ráži .40 S&W.
Motto úřadu je: Service, Integrity, Justice (Služba, Integrita, Spravedlnost)